# Rückstellung
Rückstellungen sind im Rechnungswesen Verbindlichkeiten (Schulden), die in ihrem Bestehen oder der Höhe ungewiss sind, aber mit hinreichend großer Wahrscheinlichkeit erwartet werden. In der Bilanz gehören sie zu den Passivpositionen. Rückstellungen sind Fremdkapital und dürfen nicht mit Rücklagen verwechselt werden, die zum Eigenkapital gehören.

## Allgemeines
Allgemein sind Verbindlichkeiten bei allen Unternehmen mit ihrem Erfüllungsbetrag zu passivieren (§ 253 Abs. 1 HGB). Erfüllungsbetrag ist dabei der Betrag, der zur Erfüllung einer Verbindlichkeit aufgebracht werden muss. Das gilt zunächst für Verbindlichkeiten, bei denen keine Zweifel im Hinblick auf ihren Grund oder Höhe bestehen. Gibt es hieran Zweifel, so verlangt das Gesetz, dass auch die hieraus resultierenden Verbindlichkeiten zu passivieren sind, damit das kaufmännische Vorsichtsprinzip (§ 252 HGB) eingehalten werden kann.
Rückstellungen sind eine Abgrenzung periodenübergreifender Erfolgsvorgänge, denn ihre Bildung ist mit einem sofortigen Aufwand verbunden, der den Gewinn mindert oder den Verlust erhöht und erst bei Fälligkeit der Verbindlichkeit in späteren Bilanzperioden realisiert wird. Dieses Abgrenzungsprinzip erfordert einerseits, dass die ungewisse Verbindlichkeit vor dem Bilanzstichtag entstanden sein muss und andererseits eine möglichst zutreffende Schätzung des Erfüllungsaufwands vorzunehmen ist.
Der normative Tatbestand, dessen Rechtsfolge die Verbindlichkeit ist, muss im Wesentlichen vor dem Bilanzstichtag verwirklicht sein. Ein Gerichtsverfahren mit regelmäßig ungewissem Prozessverlauf muss demnach bis zum Bilanzstichtag anhängig sein. Tatbestandsmerkmal sind bestehende ungewisse Verpflichtungen gegenüber Dritten und nicht die am Stichtag bestehende Wahrscheinlichkeit einer Inanspruchnahme. Das Element der Ungewissheit betrifft die Höhe, das Bestehen oder die Entstehung einer Verbindlichkeit; bei aufschiebend oder auflösend bedingten Verbindlichkeiten steht nicht fest, ob die Bedingung eintritt. Ungewissheit besteht jedoch nicht in der Person des Gläubigers, eine Ungewissheit über die Fälligkeit spielt nach dem HGB keine Rolle, führt jedoch nach den IAS 37 ebenfalls zum Ausweis als Rückstellung.

## Schuld- und Aufwandsrückstellungen
Die Rückstellungen können generell in Schuld- und Aufwandsrückstellungen unterteilt werden. Bei einer Schuldrückstellung besteht gegenüber Dritten eine ungewisse Rechtsverpflichtung, während bei einer Aufwandsrückstellung eine Selbstverpflichtung vorliegt, etwa bei der beschlossenen – und noch nicht vollzogenen – Durchführung von betrieblichen Instandhaltungsmaßnahmen. Das Gliederungsschema des § 266 Abs. 3 B HGB unterteilt die Rückstellungen in Pensions-, Steuer- und sonstige Rückstellungen. Diese grobe Aufteilung nach Gläubigerarten ermöglicht eine sachliche Abgrenzung im Hinblick auf die Herkunft künftiger Schulden.

### Pensionsrückstellungen
Im Falle einer unmittelbaren und das Unternehmen verpflichtenden Versorgungszusage an seine Arbeitnehmer entsteht nach § 249 Abs. 1 HGB eine Rückstellungspflicht. Die Bildung setzt die schriftliche Erteilung einer Pensionszusage bis zum Bilanzstichtag voraus, erst recht sind Pensionsrückstellungen bei Eintritt des Versorgungsfalls zu passivieren. Ein Arbeitgeber muss einem Arbeitnehmer Leistungen der Alters-, Invaliditäts- und Hinterbliebenenversorgung aus Anlass des Arbeitsverhältnisses schriftlich zusagen (§ 1 Abs. 1 Betriebsrentengesetz), damit er Pensionsrückstellungen bilden kann. Bilanzierte Pensionsrückstellungen sind regelmäßig das Ergebnis einer Direktzusage, während Versorgungszusagen über Unterstützungskassen, Pensionskassen, Pensionsfonds oder Direktversicherungen keine Pensionsrückstellungen auslösen. Pensionsrückstellungen bedeuten die Übernahme von Versicherungsrisiken, die außerhalb der Versicherungswirtschaft zu den betriebsfremden Risiken gehören. Für mittelbare Zusagen und Altzusagen besteht ein Passivierungswahlrecht nach Art. 28 EGHGB. Eine Pensionsrückstellung wird mit dem versicherungsmathematisch ermittelten Barwert der zukünftigen Pensionszahlungen bzw. anderen Versorgungsleistungen angesetzt. Nach § 253 Abs. 1 HGB ist der Barwert für Verpflichtungen gegenüber Rentnern und ehemaligen Arbeitnehmern mit unverfallbaren Anwartschaften anzusetzen.

### Steuerrückstellungen
Hier müssen die Steuern und Abgaben ausgewiesen werden, die bis zum Ende des Geschäftsjahres wirtschaftlich entstanden sind, jedoch in ihrer Höhe noch nicht feststehen. Im HGB a.F. wurden auch passive latente Steuern nach § 274 Abs. 1 HGB unter den Rückstellungen ausgewiesen. Mit dem BilMoG sind passive latente Steuern jedoch in einem Sonderposten „Passive latente Steuern“ auszuweisen.

### Sonstige Rückstellungen
Hierzu gehören
- Drohverlustrückstellungen nach § 249 Abs. 1 HGB: Ein Verlust aus einem schwebenden Geschäft droht immer dann, wenn Erträge und Aufwendungen aus demselben noch nicht abgewickelten Geschäft sich nicht ausgleichen, sondern per Saldo ein Verpflichtungsüberschuss besteht.[9]
- Kulanzrückstellungen zielen auf die Behebung von Mängeln an eigenen Lieferungen und Leistungen vor dem Bilanzstichtag ab, denen sich das Unternehmen auch ohne rechtliche Verpflichtung nicht entziehen kann oder will.[10]
- Rückstellungen für Garantieverpflichtungen: Mit Garantierückstellungen soll das Risiko künftigen Aufwands durch kostenlose Nacharbeiten oder durch Ersatzlieferungen oder aus Minderungen oder Schadenersatzleistungen wegen Nichterfüllung auf Grund gesetzlicher oder vertraglicher Gewährleistungen erfasst werden. Bei Vorliegen der entsprechenden Voraussetzungen dürfen sie als Einzelrückstellungen für die bis zum Tag der Bilanzaufstellung bekannt gewordenen einzelnen Garantiefälle oder als Pauschalrückstellung gebildet werden. Für die Bildung von Pauschalrückstellungen ist Voraussetzung, dass auf Grund der Erfahrungen in der Vergangenheit mit einer gewissen Wahrscheinlichkeit mit Garantieinanspruchnahmen zu rechnen ist oder dass sich aus der branchenmäßigen Erfahrung und der individuellen Gestaltung des Betriebs die Wahrscheinlichkeit ergibt, Garantieleistungen erbringen zu müssen.[11]
- Prozessrückstellungen dürfen nur für anhängige Prozesse gebildet werden, bei denen das betroffene Unternehmen als Kläger oder Beklagte beteiligt ist.
- Provisionsrückstellungen
- Jahresabschluss- und Prüfungsrückstellungen
- Aufwandsrückstellungen sind unterlassene Instandhaltungen, die innerhalb von 3 Monaten nach dem Bilanzstichtag nachgeholt werden und Abraumbeseitigungen, die im folgenden Geschäftsjahr nachgeholt werden (§ 249 Abs. 1 Satz 2 Nr. 1 HGB).

Die „sonstigen Rückstellungen“ enthalten sowohl Schuld- als auch Aufwandsrückstellungen.

## Bildung
In § 253 Abs. 1 Satz 2 HGB wird vorgeschrieben, dass Rückstellungen nach vernünftiger kaufmännischer Beurteilung zu bilden sind. Rückstellungen sind bei wahrscheinlicher Inanspruchnahme des Unternehmens durch einen Dritten in der erwarteten Höhe bei vernünftiger Abwägung aller Umstände zu dotieren, möglicherweise auch ohne endgültige Klärung rechtlicher Zweifel. Dabei sind die Grundsätze der Vorsicht und Sorgfalt zu beachten (§ 152 Abs. 7 und § 156 Abs. 4 AktG). Bei der Zuführung von Rückstellungen sind Umstände zu berücksichtigen, die zur Zeit der Bilanzaufstellung die Verhältnisse am Stichtag aufhellen (§ 252 Abs. 1 Nr. 4 HGB). Voraussetzung für die Bildung einer Rückstellung für ungewisse Verbindlichkeiten ist nach ständiger Rechtsprechung des Bundesfinanzhofs (BFH) entweder das Bestehen einer dem Betrage nach ungewissen Verbindlichkeit oder die hinreichende Wahrscheinlichkeit des künftigen Entstehens einer Verbindlichkeit dem Grunde nach – deren Höhe zudem ungewiss sein kann – und ihre wirtschaftliche Verursachung in der Zeit vor dem Bilanzstichtag. Als weitere Voraussetzung beider Rückstellungstatbestände muss der Schuldner ernsthaft mit seiner Inanspruchnahme rechnen.
Eine Inanspruchnahme ist wahrscheinlich, wenn nach den Umständen, die am Bilanzstichtag objektiv vorlagen und bis zum Zeitpunkt der Bilanzerstellung bekannt oder erkennbar wurden, ernstlich damit zu rechnen ist, aus einer Verpflichtung in Anspruch genommen zu werden. Dabei darf im Hinblick auf eine Inanspruchnahme nicht die pessimistischste Alternative gewählt werden; für die Inanspruchnahme müssen mehr Gründe dafür als dagegen sprechen. Die IAS hingegen verlangen eine Wahrscheinlichkeit von mehr als 50 % für die Bildung einer Rückstellung (IAS 37.15-22). Die Wahrscheinlichkeit der Inanspruchnahme ist gegeben, wenn die anspruchsbegründenden Tatsachen bis zum Tag der Bilanzaufstellung entdeckt sind.
Die Passivierung von Rückstellungen für Verpflichtungen aus harten Patronatserklärungen setzt voraus, dass die Gefahr der Inanspruchnahme aus der Verpflichtung ernsthaft droht.

## Bewertung in Handels- und Steuerbilanz
Die Bewertung von Rückstellungen erfolgt in der Handelsbilanz gem. § 253 Abs. 1 Satz 2 HGB "in Höhe des nach vernünftiger kaufmännischer Beurteilung notwendigen Erfüllungsbetrages".
In der Handelsbilanz sind damit künftige Preis- und Kostensteigerungen bereits zum Bilanzstichtag zu berücksichtigen. In der Steuerbilanz dürfen hingegen künftige Preis- und Kostensteigerungen nicht berücksichtigt werden. Ein weiterer Bewertungsunterschied zwischen Handels- und Steuerbilanz besteht in der Abzinsung von Rückstellungen, wobei die Abweichung sowohl in der Zinshöhe als auch in der Dauer des Zinslaufs besteht. In der Handelsbilanz werden Rückstellungen mit einer Restlaufzeit von mehr als einem Jahr gem. § 253 Abs. 2 HGB mit dem ihrer Restlaufzeit entsprechenden durchschnittlichen, von der Deutschen Bundesbank monatlich bekannt gegebenen Marktzinssatz der vergangenen sieben Geschäftsjahre abgezinst. In der Steuerbilanz hingegen wird mit dem gesetzlich festgelegten Zinssatz von 5,5 % p. a. abgezinst (§ 6 Abs. 1 Nr. 3a Buchst. e EStG). Hinsichtlich der Dauer des Zinslaufs besteht der Unterschied darin, dass in der Handelsbilanz stets auf den gesamten Zeitraum der Erfüllung abgestellt wird; in der Steuerbilanz hingegen endet bei Rückstellungen für Sachleistungsverpflichtungen (z. B. Aufbewahren von Geschäftsunterlagen, Rekultivierung, Gewährleistung) der Abzinsungszeitraum bereits mit dem voraussichtlichen Beginn der Erfüllung (§ 6 Abs. 1 Nr. 3 e) S. 2 EStG).
Der BFH hat mit Urteilen vom 20.11.2019 (XI R 46/17) und vom 09.03.2023 (IV R 24/19) entschieden, dass höchstens der nach den o. g. steuerrechtlichen Sondervorschriften ermittelte Wert für die Rückstellungen in der Steuerbilanz anzusetzen ist. Wenn der nach handelsrechtlichen Vorschriften ermittelte Wert der Rückstellungen niedriger ist, dann ist dieser (damit niedrigere) Wert auch in die Steuerbilanz zu übernehmen. Es ist also in der Steuerbilanz stets der niedrigere Wert anzusetzen.

## Auflösung
Die Auflösung von Rückstellungen ist gem. § 249 Abs. 2 HGB nur gestattet, wenn der Grund ihrer Bildung weggefallen ist, eine Verbindlichkeit also nicht (mehr) besteht. Nach HGB (§ 252 Abs. 1 Nr. 3 HGB) sind alle Vermögensgegenstände und Schulden zum Abschlussstichtag einzeln zu bewerten.
Stimmen Aufwand und Rückstellung überein, werden Rückstellungen erfolgsneutral „verbraucht“ (oder „in Anspruch genommen“). Bei zu hohen Rückstellungsbeträgen ist der den Aufwand übersteigenden Rückstellungsbetrag als sonstiger betrieblicher Ertrag zu verbuchen (§ 275 Abs. 2 Nr. 4 HGB), der zu hohe Rückstellungsbetrag wird „aufgelöst“ (Buchung Rückstellung an sonstiger betrieblicher Ertrag). Bei zu niedrigem Ansatz der Rückstellungen entsteht ein zusätzlicher betrieblicher Aufwand (§ 275 Abs. 2 Nr. 8 HGB).
Von Verbrauch oder Inanspruchnahme wird gesprochen, wenn die Rückstellung für die Erfüllung der betreffenden Verbindlichkeit eingesetzt wird; die Einbuchung der Verbindlichkeit erfolgt dann als Passivtausch. In der Praxis wird die Einbuchung der Verbindlichkeit oft über die Kreditorenbuchhaltung (Aufwand an Verbindlichkeit Kreditor) erfolgen. In diesem Fall erfolgt der Verbrauch der Rückstellung gegen das Aufwandskonto oder Auflösung der Rückstellung gegen ein Ertragskonto.
Auflösung und Verbrauch/Inanspruchnahme werden im Rückstellungsspiegel gesondert gezeigt.
Steuerrechtlich:
Rückstellungen sind steuerrechtlich insoweit aufzulösen, wie die Gründe, aus denen sie gebildet wurden, entfallen. Dies gilt auch dann, wenn
- nach dem Bilanzstichtag, aber vor der Bilanzerstellung Umstände bekannt werden, die am Bilanzstichtag objektiv vorlagen, aus denen sich ergibt, dass mit einer Inanspruchnahme nicht mehr zu rechnen ist;[18]
- die Verbindlichkeit trotz weiterbestehender rechtlicher Verpflichtung keine wirtschaftliche Belastung mehr darstellt.[19]

Eine Rückstellung wegen einer gerichtsanhängigen Schadensersatzverpflichtung ist erst aufzulösen, wenn über die Verpflichtung endgültig und rechtskräftig ablehnend entschieden ist.

## Passivierungsverbot
Schuldrückstellungen dürfen nicht bilanziert werden, wenn ein Passivierungsverbot besteht. Versicherte Schadensrisiken dürfen nicht gleichzeitig durch Bildung von Rückstellungen abgesichert werden. Rückstellungen sind demnach die Selbstversicherung für nicht versicherte Risiken. Seit dem Inkrafttreten des Bilanzrechtsmodernisierungsgesetzes (BilMoG) im Mai 2009 besteht zudem ein Passivierungsverbot für Aufwandsrückstellungen. Ausgenommen hiervon sind lediglich die oben erwähnten Instandhaltungsrückstellungen, die innerhalb von 3 Monaten nach dem Bilanzstichtag nachgeholt werden und Abraumbeseitigungen, die im folgenden Geschäftsjahr nachgeholt werden. Die handelsrechtlichen Bestimmungen sind nunmehr weitgehend mit den steuerrechtlichen Vorschriften identisch.
Für Schuldrückstellungen gelten die steuerrechtlichen Vorschriften in R 5.7 Abs. 2 und 3 EStR; Drohverlustrückstellungen sind grundsätzlich steuerrechtlich unzulässig (§ 5 Abs. 4a EStG). Aufwandsrückstellungen sind außerhalb der 3-Monatsfrist nicht zulässig (R 5.7 Abs. 11 EStR). Ausnahmen bestehen für Aufwandsrückstellungen im Sinne von § 249 Abs. 1 Satz 2 Nr. 1 HGB (R 5.7 Abs. 11 EStR).

## Stille Reserven
Rückstellungen stellen eine der typischen Bilanzpositionen dar, in denen stille Reserven vorhanden sein können. Dies wird durch das Prinzip der vorsichtigen Bewertung des § 252 HGB gefördert, aber durch das Prinzip der Bilanzwahrheit begrenzt. Auch steuerrechtlich darf nicht die pessimistischste Alternative gewählt werden. Im Rahmen der vernünftigen kaufmännischen Beurteilung wird bei der Bilanzaufstellung die wahrscheinliche Höhe einer Inanspruchnahme geschätzt. Um nicht künftige Geschäftsjahre mit zusätzlichem Aufwand zu belasten, ist es im Rahmen der vorsichtigen Bewertung legitim, tendenziell die ungewisse Verbindlichkeit höher zu passivieren als dem wahrscheinlichen Betrag entspricht. Die hierdurch gelegten stillen Reserven werden dem außen stehenden Betrachter bei Auflösung der Rückstellungen offengelegt, wenn es zu „sonstigen betrieblichen Erträgen aus der Auflösung von Rückstellungen“ kommt.

## Rückstellungen nach IFRS/IAS
Rückstellungen (Provisions) sind in IAS/IFRS eine Unterkategorie der Schulden (Liabilities); ihre Behandlung wird in IAS 37 geregelt. Rückstellungen dürfen nur gebildet werden, wenn die generellen Passivierungsregeln des IFRS erfüllt sind. Demnach sind Passiva nur dann zu bilden, wenn eine Verpflichtung gegenüber Dritten besteht und ein Ressourcenabfluss wahrscheinlich ist. Da es sich bei Schulden nach IFRS zwingend um Außenverpflichtungen handeln muss, sind Aufwandsrückstellungen auch nach internationaler Rechnungslegung nicht erlaubt, da es sich hier nicht um Verpflichtungen gegenüber Dritten handelt. Um zu klassifizieren, ob eine Rückstellung zu bilden ist, sind die zwei Kriterien nacheinander zu erfüllen:
1. Der Eintritt des Ereignisses, für das die Rückstellung gebildet werden muss, ist wahrscheinlich (über 50 %; more likely than not).
2. Die Höhe der zu bildenden Rückstellung ist zuverlässig schätzbar.

Nur wenn beide Bedingungen erfüllt sind, wird eine Rückstellung bilanziert. Im anderen Fall ist die Höhe der dann vorliegenden Eventualschuld (contingent liability) und deren Eintrittswahrscheinlichkeit im Bilanzanhang zu kommentieren. Im HGB werden aufgrund des Vorsichtsprinzips Rückstellungen dagegen schon gebildet, wenn die Wahrscheinlichkeit unter 50 % liegt.

## Rückstellungen nach US-GAAP
Nach US-GAAP sind Rückstellungen nur bei noch höheren Wahrscheinlichkeiten als nach IAS/IFRS zu bilden (70 %). Von den Rückstellungen sind Accruals zu unterscheiden. Accruals sind so genannte abzugrenzende Schulden, deren Höhe und Eintrittszeitpunkt sehr verlässlich geschätzt werden kann, etwa bei ausstehenden Rechnungen oder Urlaubsrückstellungen. Provisions dagegen zeichnen sich durch ein höheres Maß an Unsicherheiten aus.

## Bilanzielle Folgen der Rückstellungsbildung
Folge der Bildung einer Rückstellung ist, dass Aufwand periodengerecht und verursachungsgerecht erfasst wird. Es wird ein Aufwand verbucht, ohne dass tatsächlich liquide Mittel abfließen. Rückstellungen können damit als Instrument der Innenfinanzierung verwendet werden. Im Jahr der Rückstellungsbildung wird der Jahresüberschuss im Jahresabschluss reduziert (bzw. ein Jahresfehlbetrag erhöht sich). Damit steht weniger Gewinn zur Ausschüttung (z. B. als Dividende) zur Verfügung, und es wird weniger Gewinn der Besteuerung unterworfen, sofern die steuerliche Anerkennung der Rückstellungsbildung vorliegt. Das Eigenkapital des Unternehmens reduziert sich entsprechend; der Anteil des Fremdkapitals erhöht sich. Dadurch wird eine geringere Bonität für außenstehende Gläubiger bilanziell visualisiert, obwohl sich das Unternehmen gesetzeskonform verhalten hat. Im Jahr der Inanspruchnahme der Rückstellung kommt es bei zutreffender Rückstellungsbildung zu keiner Veränderung des Jahresergebnisses: Deckt sich die zuvor bilanzierte Rückstellung mit den tatsächlich entstehenden Kosten, wird die Rückstellung erfolgsneutral verbraucht. Liegt hingegen eine Unterdeckung vor (Rückstellung < tatsächliche Kosten), ist zusätzlicher Aufwand in Höhe der Differenz zu erfassen. Liegt eine Überdeckung vor (Rückstellung > tatsächliche Kosten) führt die Auflösung der Rückstellung in Höhe der Differenz zwischen Rückstellung und tatsächlichen Kosten zu periodenfremden Erträgen. Es ergibt sich bei einer Über- oder Unterdeckung somit eine positive bzw. negative Auswirkung auf den Jahresüberschuss im Jahr der Inanspruchnahme der Rückstellung.
Aufgrund der oben dargestellten Wirkung von Rückstellungen für den Jahresüberschuss in Verbindung mit Ermessensspielräumen bei der Bestimmung des erwarteten Erfüllungsbetrages gelten Rückstellungen als ein bilanzpolitisches Instrument. Dies ist einer der Gründe, warum andere Kennzahlen wie der operative Cash Flow in der Praxis als aussagekräftiger für den ökonomischen Erfolg einer Periode angesehen werden. Zu beachten ist jedoch, dass Rückstellungen von engen Ausnahmen abgesehen dem Grunde nach nur bei vorliegen einer Drittverpflichtung gebildet werden dürfen. Eine willkürliche Bildung oder Auflösung von Rückstellung soll dadurch verhindert werden.